# إنتراك
إنتراك (بالإنجليزية: Interac) هي شبكة بين البنوك الكندية تربط المؤسسات المالية والمؤسسات الأخرى بغرض تبادل المعاملات المالية الإلكترونية، تعتبر بمثابة نظام بطاقة الخصم الكندي وشبكة تحويل الأموال السائدة عبر خدمة التحويل الإلكتروني، يوجد أكثر من 59000 جهاز صراف آلي يمكن الوصول إليها من خلالها في كندا، وأكثر من 450.000 موقع تجاري يقبل مدفوعات بها.
تم إطلاق الشبكة في عام 1984 من خلال مؤسسة إنتراك غير الربحية، وهي مشروع تعاوني بين خمس مؤسسات مالية: رويال بنك وCIBC وبنك أف نوفا وبنك تورنتو ومجموعة ديجاردان، يقع المكتب الرئيسي للشركة في تورنتو.

## أنظر أيضا
- رسوم استخدام أجهزة الصراف الآلي

## روابط خارجية
- موقع إنتراك